# Satellite (papillon)
Eupsilia transversa
Espèce
Synonymes
- Cerastis satellitia (Linnaeus, 1767)
- Phalaena satellitia (Linnaeus, 1767)
- Phalaena transversa (Hufnagel, 1766)
- Scopelosoma satellitia (Linnaeus, 1767)

Le Satellite (Eupsilia transversa) est une espèce de papillon nocturne de la famille des Noctuidae présente en Eurasie. C'est la seule espèce du genre Eupsilia en Europe.

## Chenille
Corps brun noir, face ventrale brun grisâtre.

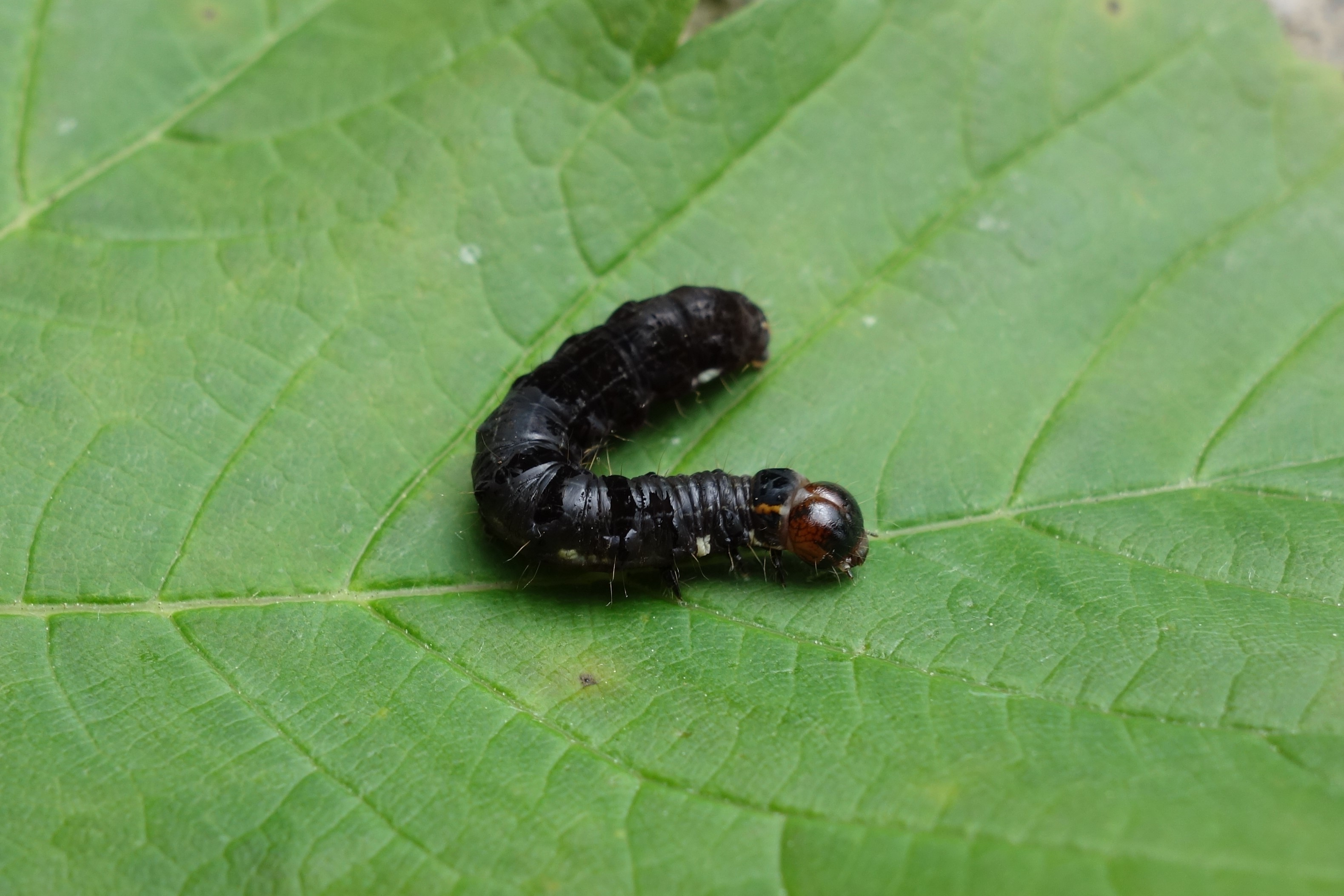
Chenille dEupsilia transversa

## Synonymie
- Phalaena transversa Hufnagel, 1766
- Phalaena Noctua satellitia Linnaeus, 1767